# Brădești (okręg Dolj)
Brădești – wieś w Rumunii, w okręgu Dolj, w gminie Brădești. W 2011 roku liczyła 1804 mieszkańców.